# CCTV 본사 빌딩
CCTV 본사 빌딩(중국어: 中央广播电视总台光华路办公区, 영어: CCTV Headquarters, 메인 빌딩)은 중국중앙텔레비전(CCTV)의 신사옥으로 건설된 마천루이다. 기공식은 2004년 9월 22일에 있었으며, 2008년 베이징 하계 올림픽에 맞추어 완공됐다. 건축거장 렘 콜하스 및 건축가 올레 스히렌이 이 건물을 설계했다. 234m 높이로 지어졌다.

## 외관
CCTV 본사 빌딩 주건물은 일반적인 타워 모양으로 지어지지 않는다: 두 개의 건축구조물이 공통의 프로덕션 플랫폼에서 시작해서 수직에서 약 15도 정도 기울어진 상태로 솟아오르고, 이 둘은 꼭대기 상층부에서 서로 만나 외팔보에 의해 지지된다. 베이징 시민들 사이에서는 "큰 바지"라는 별명으로 부르기도 하고, 이외에 "중국판 피사의 사탑"이라는 별명도 있다.

## 갤러리

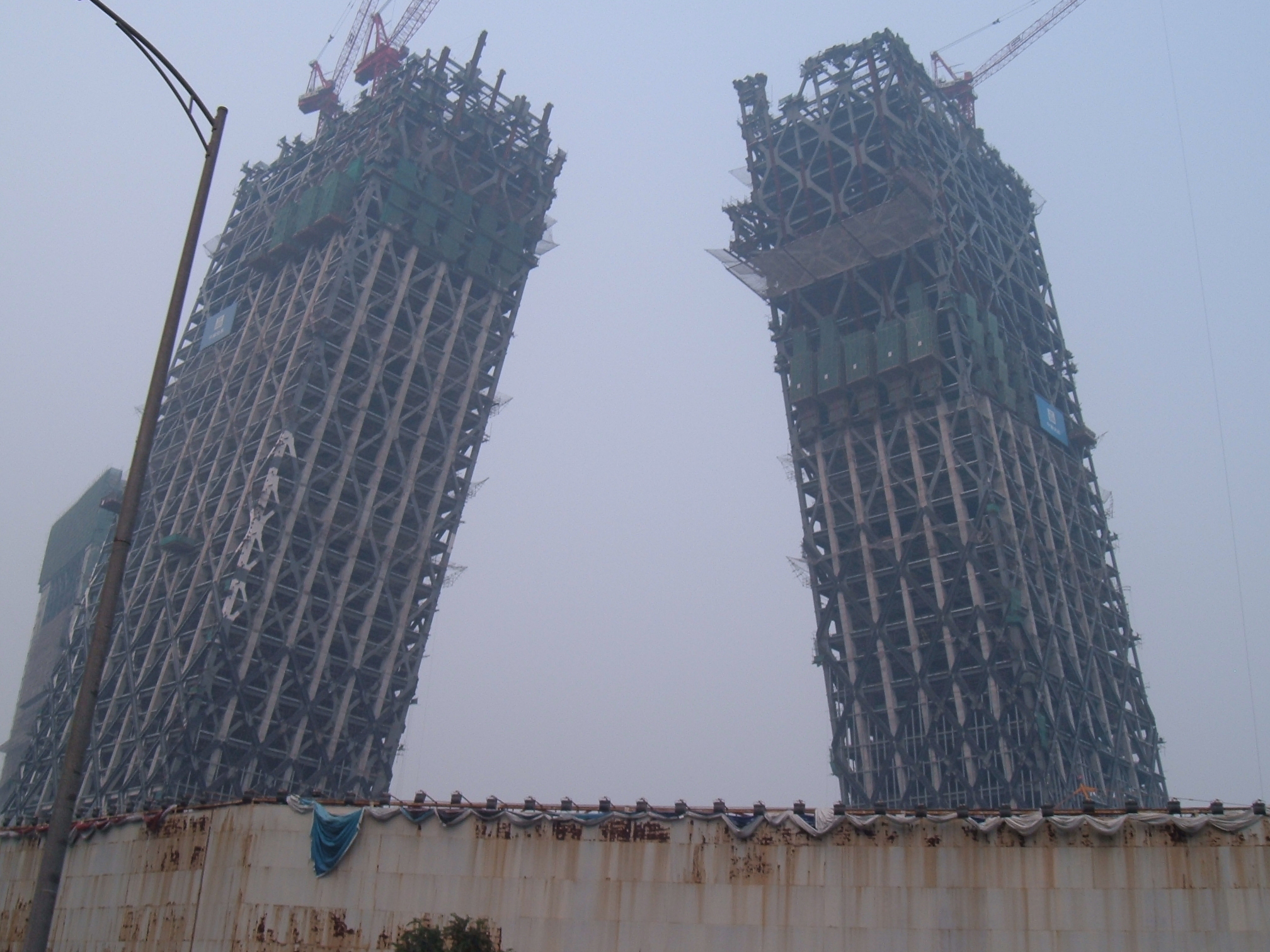
2007년 8월 공사 진행 중
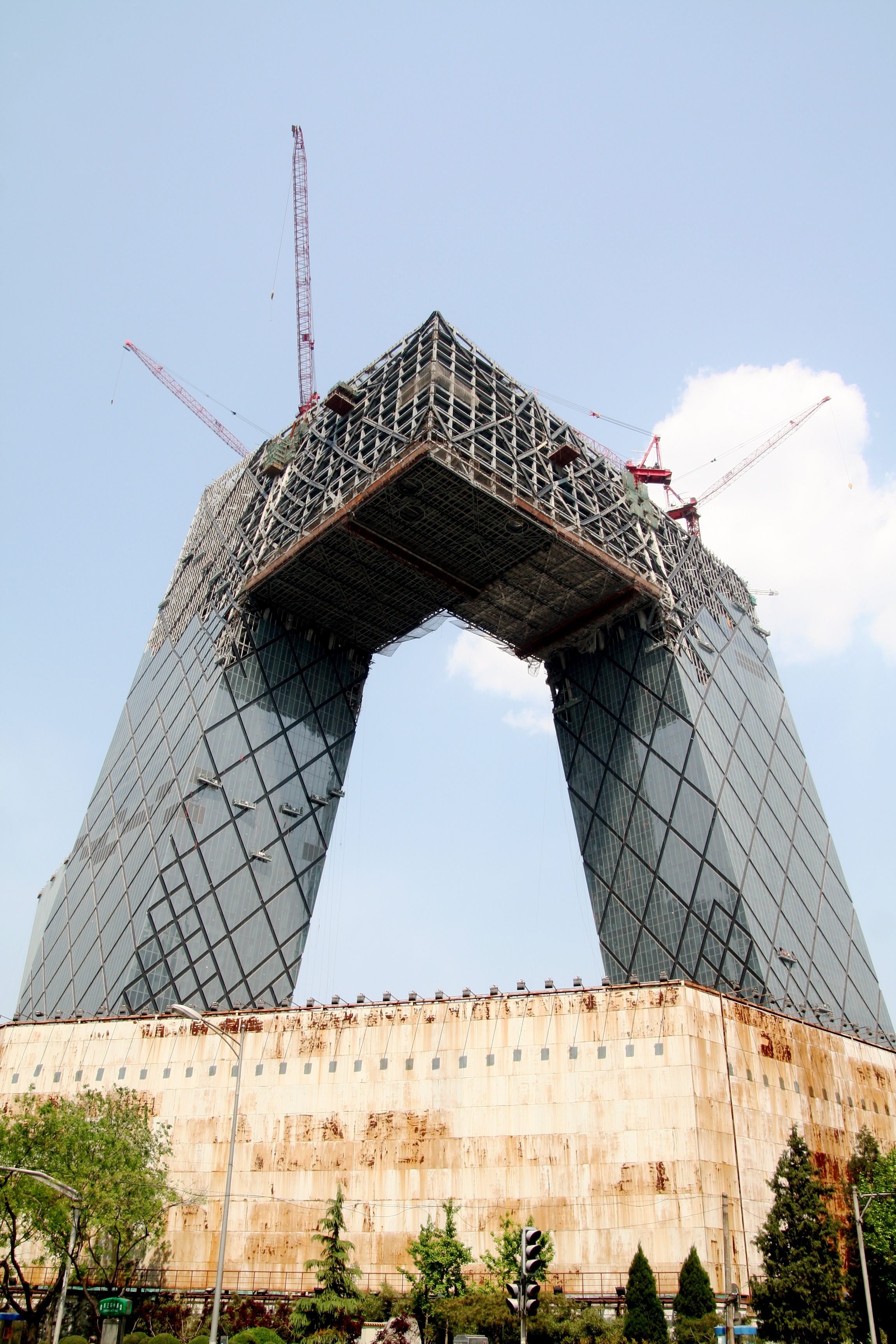
2008년 4월 공사 진행 중
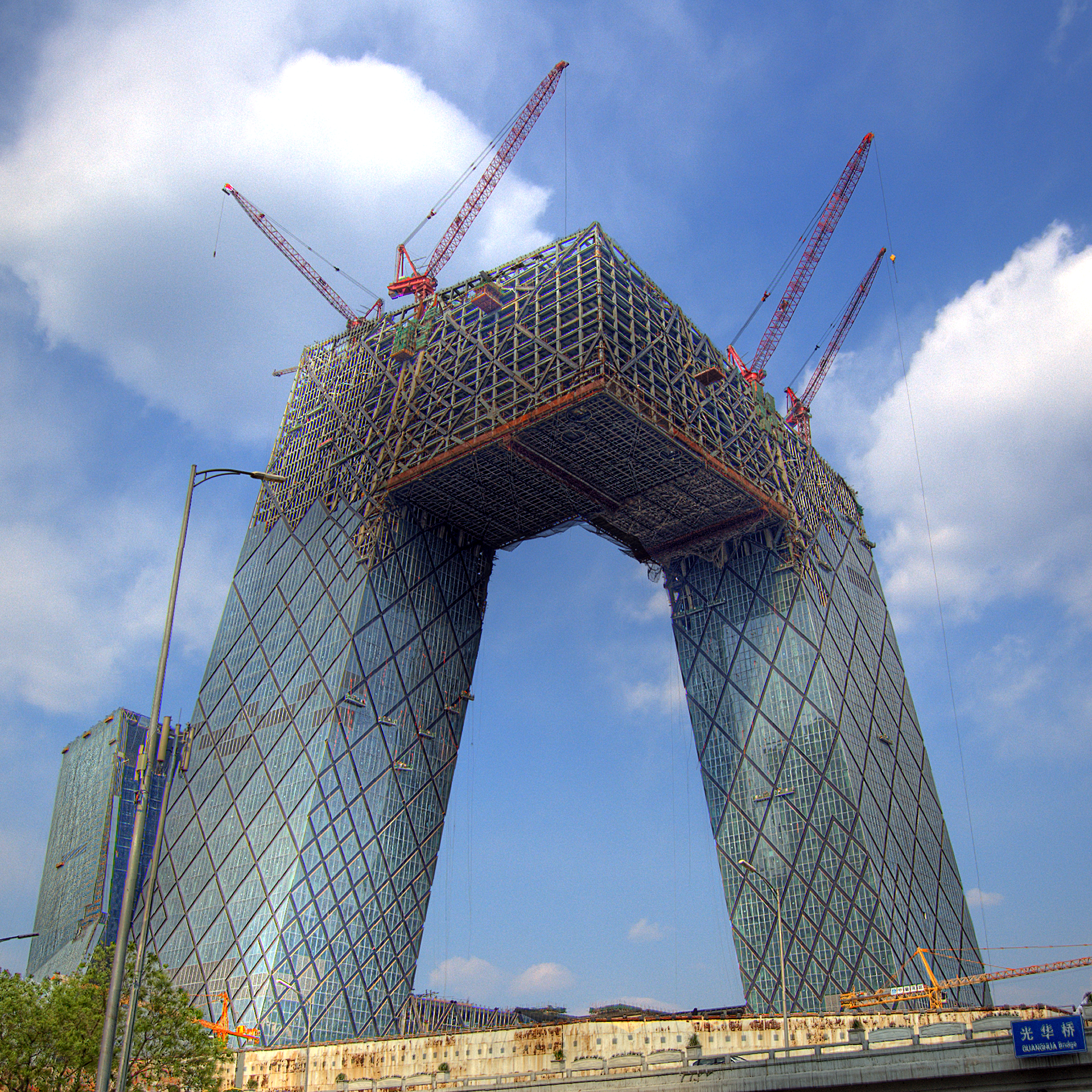
2008년 5월 공사 진행 중
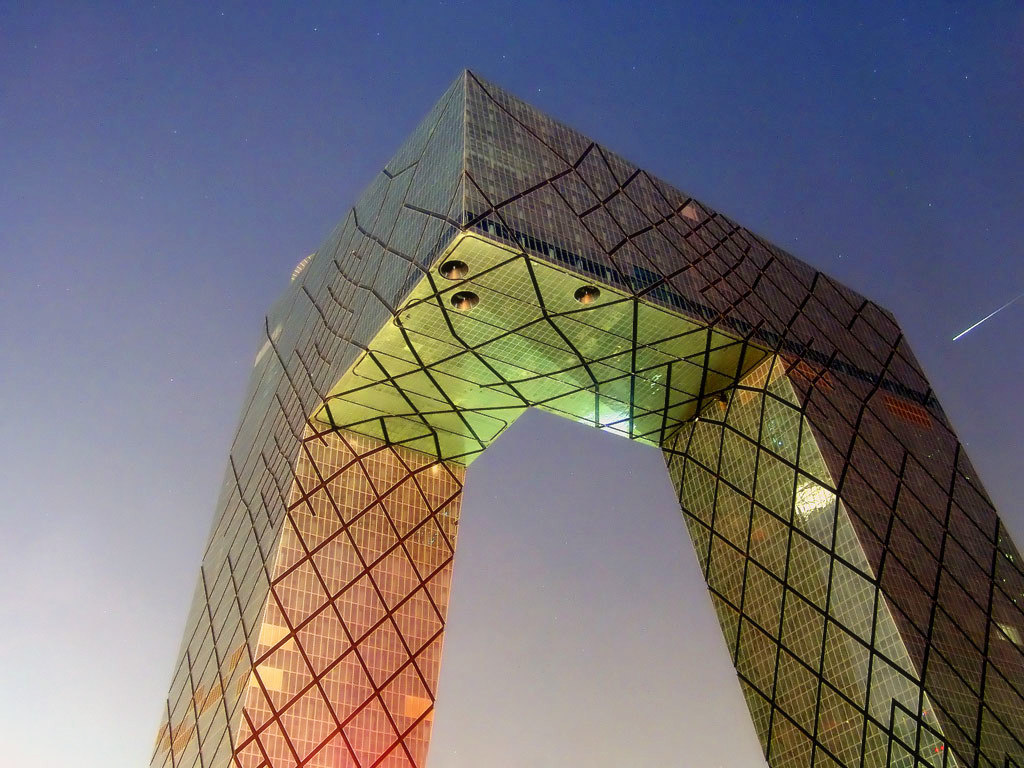
완공 후 2008년 8월 8일
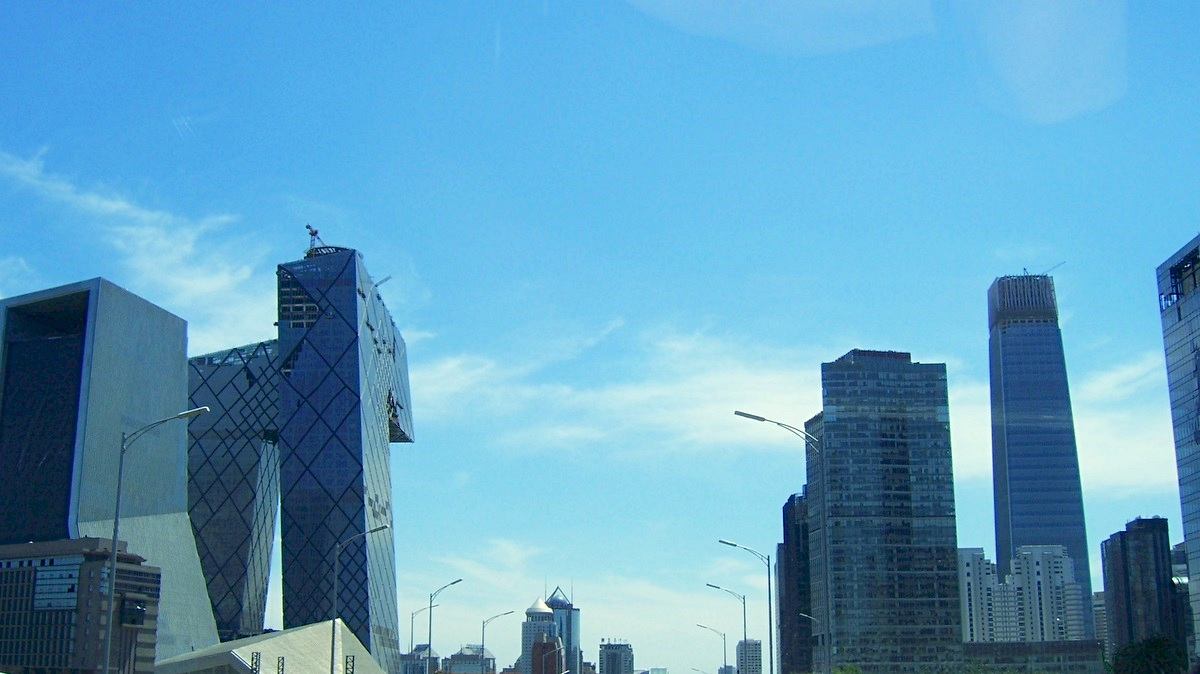
CCTV빌딩과 주변 스카이라인. 옆에 CWTC 3타워가 보인다.

## 건축 상세 내용
CCTV의 신사옥부지에는 CCTV 본사 빌딩을 포함 다음과 같은 건물들이 들어선다. 총 건설비는 약 50억 런민비(중국 위안)이다. 총대지면적은 18만 7천 제곱미터이다.
2013년 6월 17일에는 CCTV 소속 24개 채널이 CCTV 본사 빌딩에서 정식 방송을 개시했다. 2018년 4월 19일에는 중앙광파전시총대가 CCTV 본사 빌딩에서 공식 현판식을 거행했다.

### CCTV 본사 빌딩
CCTV 본사 빌딩은 총연면적 45만 5천 제곱미터로 지어졌다. CCTV 본사 빌딩에는 방송 행정 부서, 뉴스 보도국, 편성국, 프로그램 제작부서, 지원 부서, 주차장이 들어섰다. 이 건물은 방송 관계자만이 드나들 수 있도록 하는 폐쇄적인 구조이다.

### CCTV 텔레비전 문화 센터
CCTV 텔레비전 문화 센터(TVCC, 중국어 간체자: 中央电视台电视文化中心)에는 호텔, 로비, 1500석 규모의 극장, 디지털 영화관, 콘퍼런스 룸, 연회장 등이 들어섰다. 이 건물은 일반인들이 드나들 수 있는 열린 구조를 띠고 있다. 또한 2008년 베이징 하계 올림픽 기간에는 국제 방송 센터로 쓰였다.
2009년 3월 9일에 CCTV 사옥에 대형 화재가 발생하는 사건이 일어났다.

### CCTV 미디어 파크
CCTV 미디어 파크는 신사옥부지 동남쪽 면적 약 2만 6500제곱미터의 대지에 들어섰다.

### CCTV 서비스 빌딩
CCTV 서비스 빌딩은 신사옥부지 북동쪽에 들어섰다. CCTV, TVCC 건물을 위한 중앙 에너지 센터 역할을 하게 되며, 또한 특수중계차의 주차장, 보안요원들의 기숙사 등으로 쓰이고 있다.

## 위치
CCTV 본사 빌딩은 베이징의 중심상업업무지구(CBD) 노른자위 땅에 들어섰다.

## 같이 보기
- 아시아의 마천루 목록
- 중화인민공화국의 마천루 목록